# Viktor Kotrba

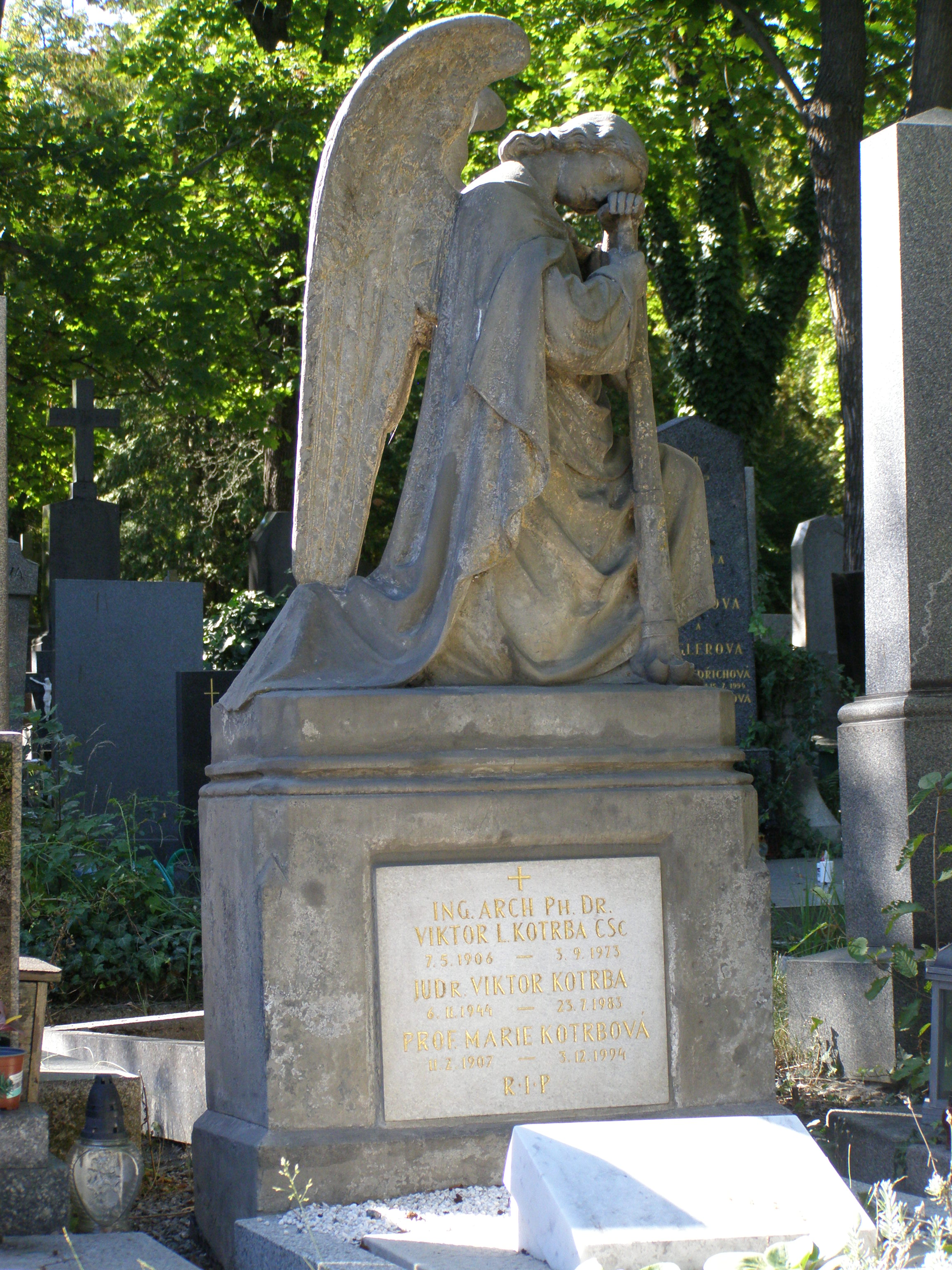
Hrob na hřbitově na Malvazinkách

Viktor Kotrba (7. května 1906, Günzburg – 3. září 1973, Praha) byl historik architektury, pracovník památkové péče a výtvarný teoretik.

## Život
Narodil se v Günzburgu (Bavorsko) jako syn řezbáře Viktora Kotrby a bratr českého malíře a restaurátora F. Kotrby, pozlacovače a restaurátora Karla Kotrby (1910–1985), řezbáře a restaurátora Heřmana Kotrby (1913–1989), malíře, pozlacovače a rámaře Josefa Kotrby (1920–2008) a historičky umění M. A. Kotrbové (*1925). V letech 1926–1930 studoval technické vysoké školy v Mnichově a v Karslruhe, obory architektura a pozemní stavitelství a dějiny umění na univerzitě v Mnichově.
V letech 1933–1935 působil v architektonické kanceláři J. Stockara-Bernkopfa v Brně. V letech 1935–1936 spolupracoval se svým otcem na inventarizaci sbírek v muzeu Thaulow v Kielu.
V roce 1937 nastoupil do Státního fotoměřického ústavu. Současně studoval dějiny umění na Karlově univerzitě (prof. A. Matějček). Studium ukončil roku 1951 získáním titulu PhDr. V letech 1940–1958 byl zaměstnán ve Státní památkovém úřadu, poté do roku 1973 vedl oddělení architektury v Ústavu teorie a dějin umění ČSAV. Byl členem redakční rady časopisu Umění (1958–1973) a členem rady Klubu Za starou Prahu (1941–1946, 1962–1964).
Zemřel v Praze roku 1973 a byl pohřben na hřbitově Malvazinky.

## Odborné zaměření a publikační činnost
Odborné články, většinou vycházející z památkářské praxe a aktuálních objevů, uveřejňoval ve Zprávách památkové péče. Z oboru středověké architektury se zabýval především dílem Petra Parléře, cihlovou gotickou architekturou a jagellonskou gotikou. Významně přispěl také k výzkumu barokní architektury, když vydal práce o Kiliánu Ignáci Dientzenhoferovi a zejména o barokní gotice Jana Blažeje Santiniho.

### Publikace a články (výběr)
- Svatý Jan pod Skalou. Bývalý klášter benediktinů s jeskyní sv. Ivana, prvního poustevníka v Čechách, Praha 1944
- Levočský oltár majstra Pavla, Bratislava 1955 (s. F. Kotrbou)
- Frýdlant. Státní hrad a památky v okolí, Praha 1959
- Kompoziční schéma kleneb Petra Parléře v chrámu sv. Víta v Praze, Umění 7, 1959, s. 254–270
- Kaple svatováclavská v pražské katedrále, in: Umění, 1960 [2]
- Hradec. Slezské kulturní středisko, státní zámek a památky v okolí, Praha 1962
- Česká barokní gotika. Dílo Jana Santiniho-Aichla, Academia, Praha 1976, 198 s.[3]